# Andrej Olhovski
Andrej Stanislavovič Olhovski (rusko Андрей Станиславович Ольховский), ruski tenisač, * 15. april 1966, Moskva, Rusija.